# Jozefina svéd királyné

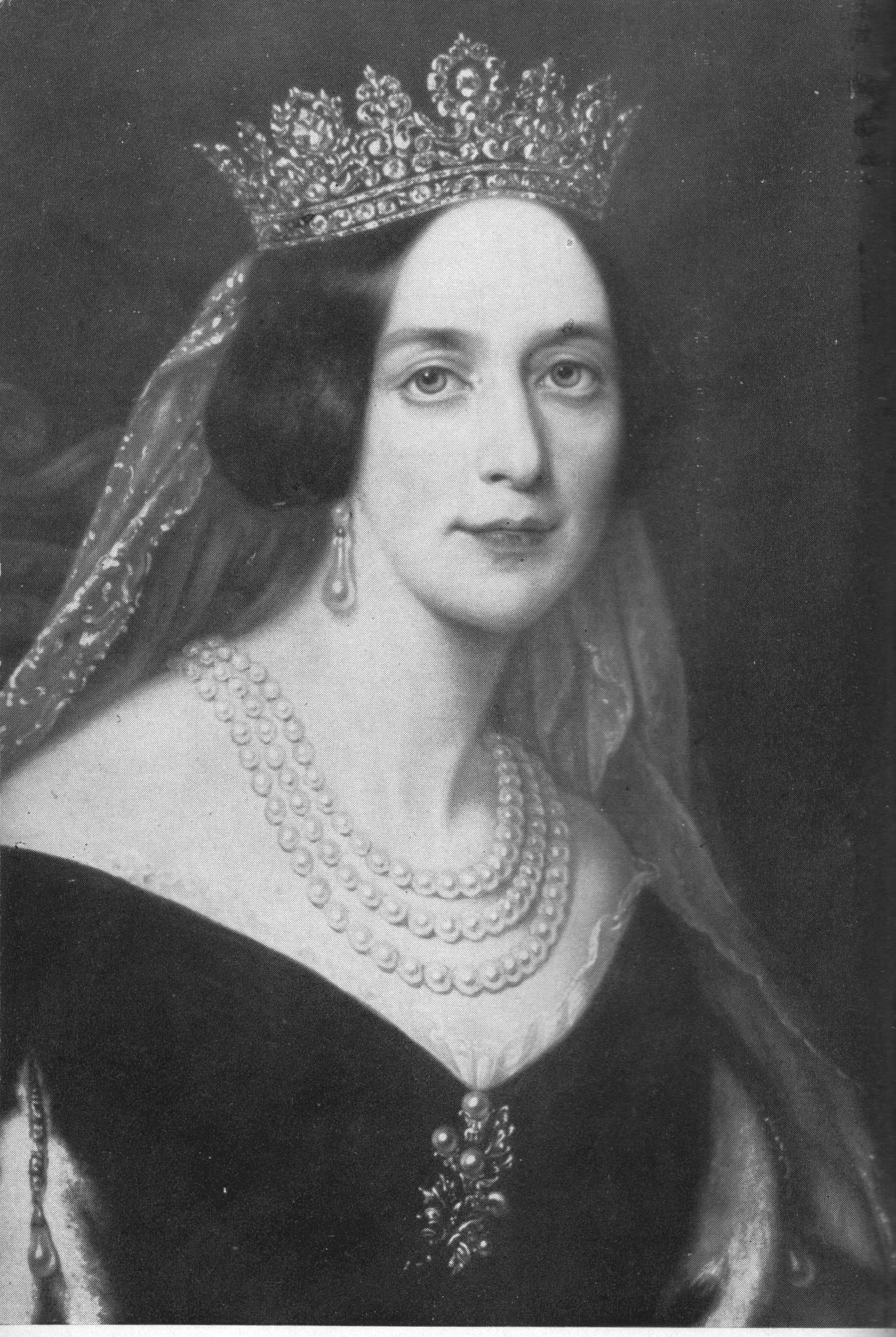
Jozefina svéd királyné
(Axel Nordgren festménye).

E szócikk Joséphine Maximilienne de Beauharnais-ról, Svédország és Norvégia királynéjáról szól. Nagyanyját, Joséphine de Beauharnais-t, francia császárnét lásd itt.
Jozefina svéd királyné (született Joséphine Maximilienne Eugénie Napoléone de Beauharnais; Milánó, 1807. március 14. – † Stockholm, 1876. június 7.), Eugène de Beauharnais legidősebb leánya. Apja jogán 1816-ig francia hercegnő, 1817-től leuchtenbergi hercegnő (németül Josephine von Leuchtenberg, svédül Josefina av Leuchtenberg). I. Oszkár svéd király feleségeként 1844-től 1859-ig Jozefina királyné (Drottning Josefina) néven Svédország és Norvégia királynéja. Nagyanyjától, Joséphine de Beauharnaistól való megkülönböztetésül gyakran az „ifjabb Joséphine de Beauharnais”-ként említik. Fiai közül ketten léptek Svédország és Norvégia trónjára, XV. Károly svéd király és II. Oszkár svéd király néven.

## Élete

### Származása, testvérei
Joséphine Maximilienne de Beauharnais, leuchtenbergi hercegnő édesanyja a Wittelsbach-házból származó Auguszta Amália bajor királyi hercegnő (1788–1851) volt, IV. Miksa József bajor választófejedelem (1756–1825), 1806-tól I. Miksa néven bajor király és Auguszta Vilma Mária hessen–darmstadti hercegnő (1765–1796) legidősebb leánya.
Édesapja Eugène de Beauharnais (1781–1824) francia herceg volt, Itália francia alkirálya, a jakobinusok által kivégeztetett Alexandre François Marie de Beauharnais vikomt (1760–1794) és Joséphine de Beauharnais (1763–1814) fia, 1806-tól I. Napóleon francia császár fogadott fia, 1817-től Leuchtenberg hercege.
Anyai ágon (hesseni, hanau-ansbachi, baden-durlachi és kleeburgi felmenői révén) Joséphine Maximilienne I. Gusztáv és IX. Károly svéd királyok leszármazottja is volt. Apai ágon (lotaringiai felmenői révén) révén II. Keresztély dán király egyik utódjának is vallhatta magát.
Hét testvér között Joséphine Maximilienne volt a legidősebb. Hatan érték meg a felnőttkort.
- Joséphine Maximilienne (1807–1876).
- Eugénie Hortense (1808–1847), aki Konstantin von Hohenzollern-Hechingen herceg (1801–1869) felesége lett.
- Auguste Charles (1810–1835), Leuchtenberg II. hercege, aki II. Mária (da Glória) portugál királynőt (1819–1853) vette feleségül. 1831-ben jelölték Belgium királyi trónjára, de azt végül Szász-Coburg-Gothai Lipót herceg nyerte el.
- Amélie Auguste (1812–1873), aki I. Péter brazil császár második felesége lett.
- Théodelinde Louise (1814–1857), aki Wilhelm von Württemberg grófhoz, a későbbi urachi herceghez ment feleségül.
- Caroline Clotilde (*/† 1816), csecsemőkorban meghalt.
- Maximilien Joseph (1817–1852), Leuchtenberg III. hercege, aki Marija Nyikolajevna Romanova orosz nagyhercegnőt (1819–1876), I. Miklós orosz cár leányát vette feleségül, és az orosz cári család tagjaként Romanovszkij hercegi címet kapott.

### Ifjúsága Itáliában
Joséphine Maximilienne hercegnő születésekor apja, Eugène de Beauharnais a Francia Császárság marsallja (Maréchal de l'Empire) és Itália alkirálya volt, Napóleon császár kegyéből. Elsőként született gyermekét a boldog apa a Joséphine Maximilienne Eugénie Napoléone nevekre keresztelette. Az első keresztnevet maga a császár választotta, a kislány nagyanyja, Jozefina császárné után. A negyedik keresztnevet, a Napóleon név női változatát Eugène herceg adta, császári mostohaapja iránti hódolata jeléül.
Szülei az alkirályi székhelyen, Milánóban laktak. Joséphine itt született 1807. március 14-én. Gyermekéveit Milánó közelében, a monzai kastélyban töltötte. A császár (Itália királyának minőségében) az újszülött kislánynak a Bologna hercegnője címet adományozta, 1813-ban Galliera hercegnőjévé is megtette.

### Eladósorban
1814-ben, I. Napóleon lemondása után Joséphine apja, Eugène herceg megpróbálta Itália királyává kikiáltatni magát, de kudarcot vallott, és családjával együtt Münchenbe menekült apósához, I. Miksa bajor királyhoz, aki Leuchtenberg hercegévé nevezte ki őt. 1817-ben Eugène herceg megvásárolta a Eichstätt fejedelemségét. A család nyaranta az ismaningi kastélyban, telente Münchenben lakott. Joséphine és testvérei francia anyanyelvűek voltak, Münchenben tanultak meg németül, olaszul és angolul. Számtani, történelmi, földrajzi és csillagászati ismeretekre is oktatták őket. 1821. március 24-én Joséphine a katolikus egyház szabályai szerint megbérmálkozott. Legidősebb nővérként felügyelte kisebb testvéreit is. Friedrich von Schelling filozófus, aki Münchenben találkozott Joséphine-nel, szeretetre méltó és boldog gyermeknek írta le őt.
1821-ben XIV. Károly János svéd király menyasszonyt keresett egyetlen fiának, Oszkár koronahercegnek. Több jelöltet is ajánlott neki, köztük Vilma dán királyi hercegnőt, Joséphine Maximilienne leuchtenbergi hercegnőt, Mária hessen-kasseli és Marie szász-weimari hercegnőket. 1822 májusában Oszkár herceg európai körutazásra indult, és végiglátogatta a menyasszony-jelölteket. Augusztus 23-án érkezett Eichstättbe, ahol Eugène herceg és Auguszta hercegné fogadta őt. A svéd királyfinak megtetszett a 15 éves Joséphine Maximilienne hercegnő és augusztus 26-án megkérte a kezét.
Joséphine mélyen hívő katolikus volt, Oszkár herceg családja evangélikus. A svéd király tanácsadói, Gustav von Wetterstedt gróf és Carl Gustav Löwenhielm gróf megfelelő precedenst kerestek és találtak: Oszkár herceg édesanyja, Dezideráta királyné, született Désirée Clary, Jean-Baptiste Bernadotte marsall felesége is megtarthatta katolikus hitét, amikor Svédország királynéja lett. A készülő házassági szerződésbe ezt foglalták bele. Svédország lakosságára való tekintettel Jozefina negyedik keresztnevét, a Napóleoná-t (a Napóleon női változatát) az eljegyzéstől kezdve kihagyták a hivatalos okmányokról, hiszen Svédország és Norvégia a napóleoni háborúk során I. Napóleon császár ellen viselt hadat.
Oszkár koronaherceg visszatért Stockholmba, Joséphine svédül kezdett tanulni. Amikor Wetterstedt gróf 1823 februárjában ismét Münchenbe jött, a hercegnő már aránylag jól bírta a svéd nyelvet.

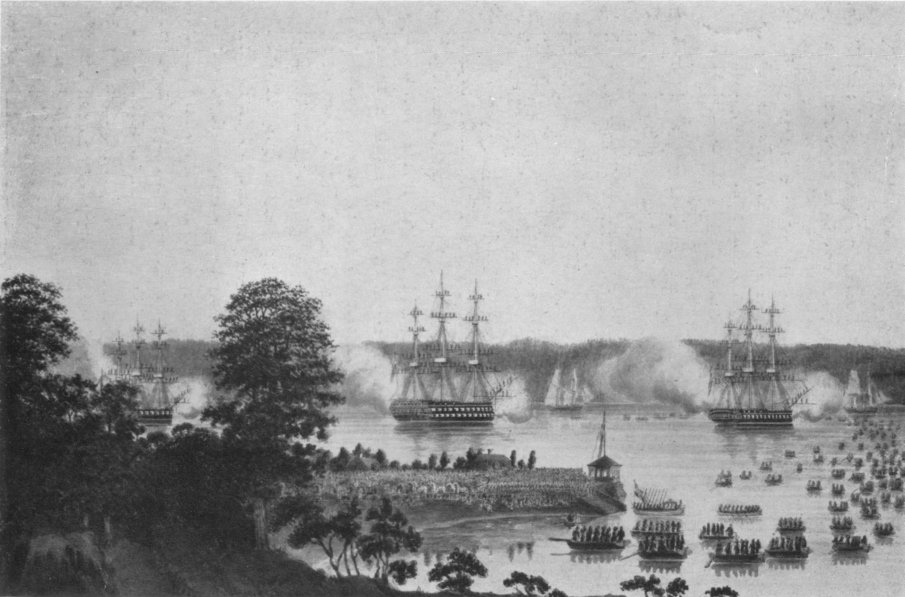
A menyasszony hajója Stockholm előtt, 1823. június 13-án
(ismeretlen festő műve).

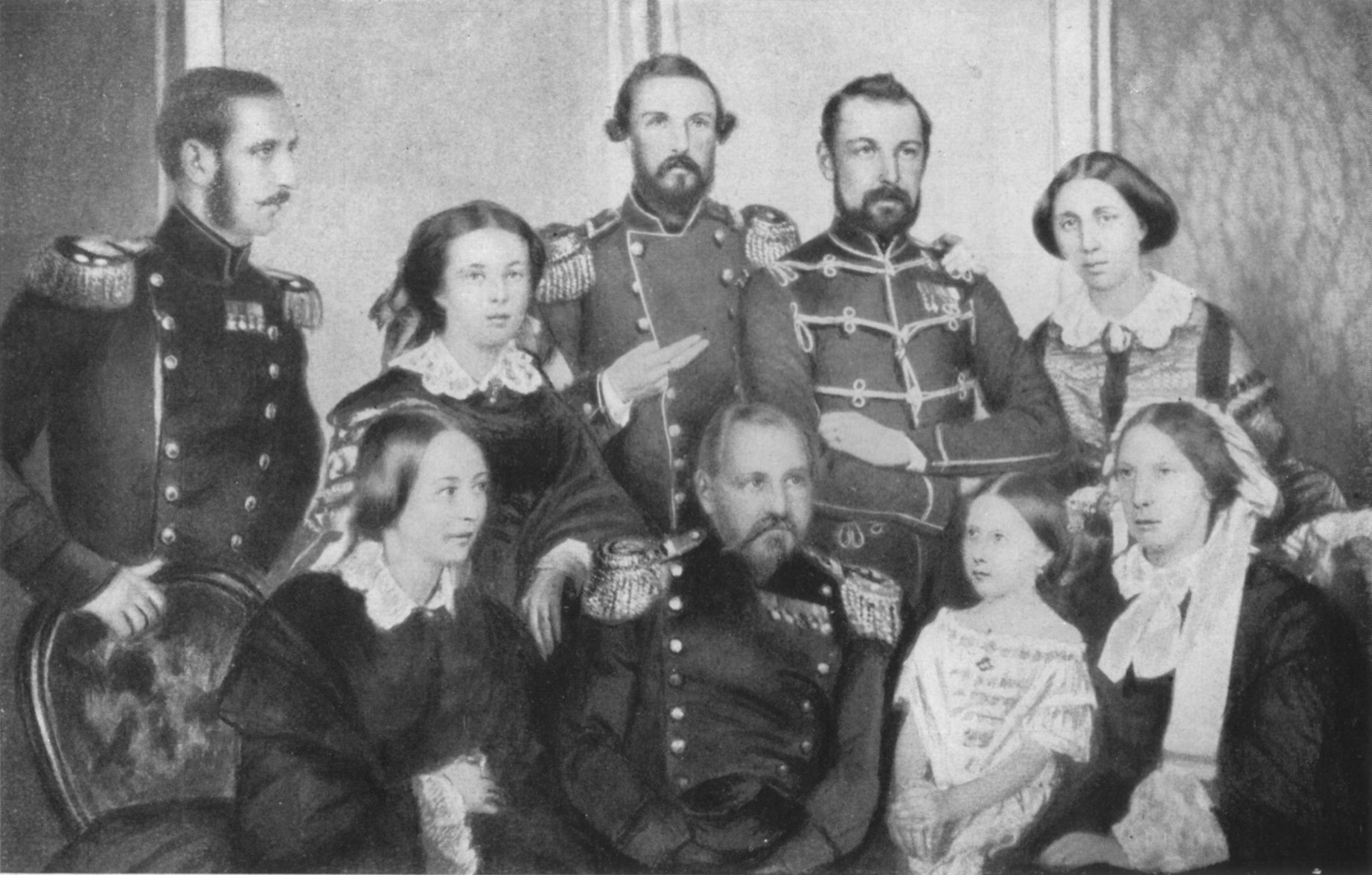
A svéd királyi család 1857-ben: Felső sor: Ágost herceg, Zsófia nassaui hercegnő, Oszkár herceg, Károly koronaherceg, Lujza oránia-nassaui hercegnő. Alsó sor: Eugénia hercegnő, I. Oszkár király, Lujza svéd királyi hercegnő, Jozefina királyné. (Dezideráta özvegy anyakirályné nem szerepel a képen).

### Házassága, gyermekei
Joséphine Maximilienne hercegnő 1823-ban feleségül ment a Bernadotte-házból való Oszkár svéd koronaherceghez (1799–1859), XIV. Károly János svéd királynak (1763–1844), azaz Jean-Baptiste Bernadotte francia marsallnak, Napóleon császár volt hadvezérének és Dezideráta svéd királynénak (1777–1860), azaz Désirée Clary-nak, Napóleon régi szeretőjének egyetlen fiához, Svédország és Norvégia trónörököséhez.
A katolikus egyházi esküvőt 1823. május 22-én a müncheni Leuchtenberg hercegi palotában tartották. A vőlegény nem volt jelen, őt Károly Tivadar herceg, I. Miksa fia, Joséphine nagybátyja képviselte. A menyasszonyt édesapja, Eugène herceg vezette az oltár elé.
Két nappal később Jozefina hercegné, kíséretében Tascher de la Pagerie grófnéval, Wurms bárnőnővel és komornájával, Berta Zückkel együtt útra kelt Svédország felé. Lübeckben a „XIII. Károly” svéd hadihajóra szállva csatlakoztak Dezideráta királynéhoz, aki 12 évi távollét után fia esküvőjére utazott vissza a hideg Svédországba. 1823. június 13-án futottak be a stockholmi kikötőbe, a király és fia várta őket. A parton több tízezres tömeg ünnepelte érkezésüket.
A stockholmi Haga kastélyban Zsófia Albertina svéd királyi hercegnő (1753–1829), az elhunyt XIII. Károly király (1748–1818) húga fogadta őket. 1823. június 19-én a stockholmi Storkyrkanban megtartották az evangélikus esküvőt is, amit udvari ünnepségek sorozata követett. Joséphine hozományként számos, Párizsban készült drága ékszert hozott magával apai nagyanyjának, Jozefina császárnénak hagyatékából. Ezek nagy része ma is a svéd és norvég királyi házak birtokában van.
Joséphine Maximilienne hercegnő és Oszkár svéd trónörökös házasságából öt gyermek született:
- Károly Lajos Jenő (1826–1872), később XV. Károly néven Svédország és Norvégia királya.
- Ferenc Gusztáv Oszkár, Uppland hercege (1827–1852).
- Oszkár Frigyes (1829–1907), később II. Oszkár néven Svédország és Norvégia királya.
- Sarolta Eugénia Auguszta svéd királyi hercegnő (1830–1889).
- Károly Miklós Ágost, Dalarna hercege (1831–1873).

A gyermekek szobáit a stockholmi királyi palota déli szárnyában rendezték be, nevelésüket Joséphine 1834-től Christopher Jacob Boström svéd filozófusra és Otto Aubert norvég tanárra bízta. A katolikus királyné gyermekeit a házassági szerződés értelmében evangélikus hitre nevelték.
Legidősebb fia, Károly koronaherceg viszonyt kezdett Joséphine egyik udvarhölgyével, Sigrid Sparre kisasszonnyal. 1848-ban a királyné elküldte az udvartól a leányt, a trónörökös tiltakozása ellenére. (Károly herceg úgy tartotta, anyjának szigorú tiltása mögött annak katolikus gyóntatója, Studach atya áll, emiatt ellenszenvvel tekintette a katolikusokra. 1857 szeptemberében, amikor apjának betegsége miatt Károly herceg lett a régens, és támogatásával a svéd országgyűlés a vallásszabadság szűkítéséről fogadott el törvényeket.
A házasság alapvetően jól sikerült, az első évtizedek boldogan teltek. Később férje, Oszkár több szeretőt is tartott, közülük kettőtől (Emilie Högquist színésznőtől és Jaquette Gyldenstolpe-tól) törvénytelen gyermekei is születtek. Amikor Joséphine rájött, hogy megcsalják, mélyen megalázottnak érezte magát, és sohasem nyerte vissza érzelmi biztonságát. Naplójában keserű szavakkal írt arról, hogy az asszonyoktól elvárják, tűrjék el férjük hűtlenkedéseit.

### A norvég alkirály felesége
1824. február 12-én a király kinevezte fiát Norvégia alkirályává (ebben az időben a két ország perszonálunióban állt). A kinevezés hátterében az állt, hogy a svéd király és a norvég parlament (Storting) között 1821 óta folyó politikai tárgyalások („vétó-ügy”) kedvező szakaszba érkeztek. A fiatal trónörököspár Norvégiába költözése a lakosság királyhűségét növelte, ezzel a király tárgyalási pozícióját erősítette. 1824. február 21-én Joséphine apja, Eugène de Beauharnais váratlanul elhunyt, az indulást emiatt április 5-ére halasztották. A trónörökös pár Västeråson, Örebrón, Karlstadon és Kongsvingeren át érkezett Kristianiába (ma:Oslo), április 11-én. Az alkirály feleségeként Joséphine fogadásokat adott, hivatalos látogatásokat tett iskolákban, plébániahivatalokban. Elutaztak Skåne tartományba, hogy megszemléljék az ott tartott hadgyakorlatokat. Augusztusban visszatértek Kristianiába, ahol Oszkár herceg feloszlatta a királyi akaratnak engedni nem akaró Stortingot. Októberben Fredrikshaldon át visszautaztak Svédországba.

### Helyzete az evangélikus királyi udvarban
Joséphine Maximilienne hercegnőt gyóntatója, Jakob Lorenz Studach atya, a Leuchtenberg-család palotakáplánja is elkísérte Stockholmba, aki a svéd főváros kicsiny és gyenge katolikus közösségében is végzett lelki gondozást. A katolikus hit gyakorlását a korabeli svéd kormányok szigorúan korlátozták. Katolikus misék celebrálását csak Ausztria, Franciaország, Spanyolország és Portugália nagykövetségein engedélyezték. A missziós tevékenység tilos volt, a rendelkezés megszegőit kiutasították az országból.
Dezideráta királyné gyóntatóatyjának, Johann Baptist Gridaine-nek 1833-as elhunytával Studach atya lett a stockholmi katolikus közösség vezetője. Studach külföldön gyűjtött pénztámogatással felépítette Stockholmban a Sankta Eugenia katolikus templomot, hódolatul az ugyancsak katolikus királyné (teljes nevén Bernardine-Eugénie-Désirée Clary) előtt, és emlékezve a koronahercegné apjára, Eugène de Beauharnais-ra is.
Joséphine katolikus vallása gyakran okozott nehézségeket. Legidősebb fiának, a jövendő trónörökös Károly hercegnek születése után az evangélikus konzisztórium felkérte Joséphine-t, hogy vegyen részt a Szent Miklós templomban rendezett egyházi ünnepélyen apósával, XIV. Károly János királlyal együtt. A ceremónián Joséphine-nek térdet kellett volna hajtania Stockholm érseke előtt, de a hercegné megtagadta a jelképes gesztust. Az incidensek ellenére a fiatal és közvetlen Joséphine hercegné igen népszerűvé vált mindkét ország lakosságának körében.

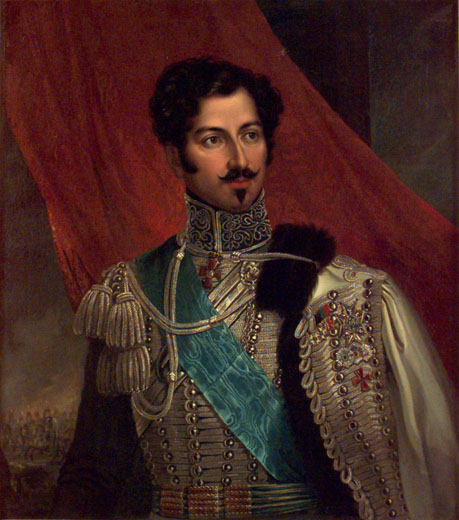
Férje, I. Oszkár svéd király.
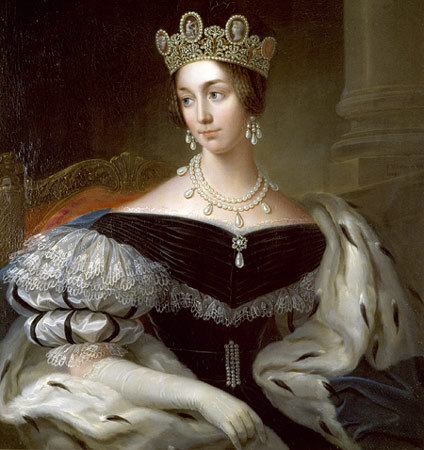
Joséphine Maximilienne koronahercegné (Fredric Westin festménye, 1837).
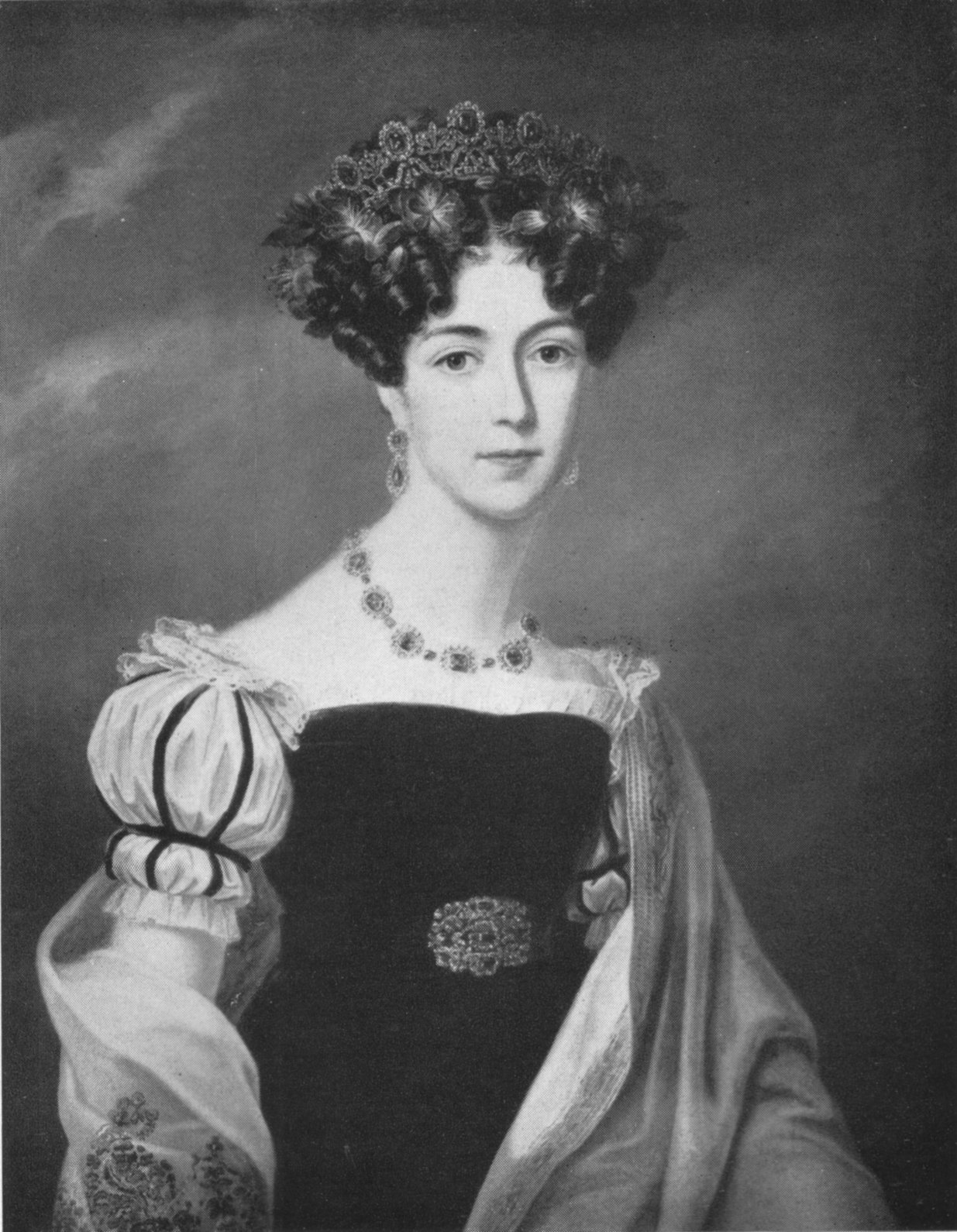
Joséphine Maximilienne koronahercegné (Fredric Westin festménye, 1825).
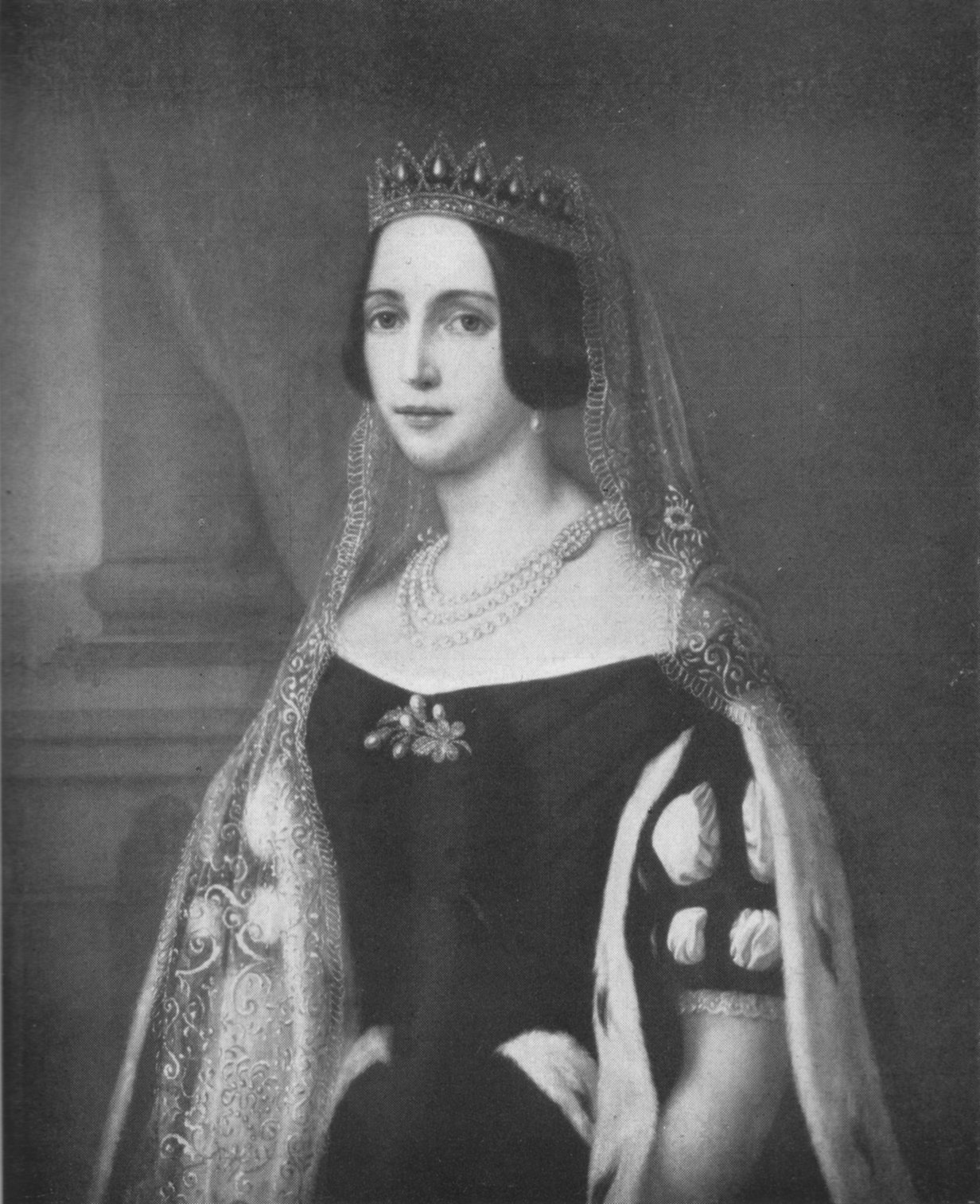
Jozefina királyné (Sophie Adlersparre festménye).

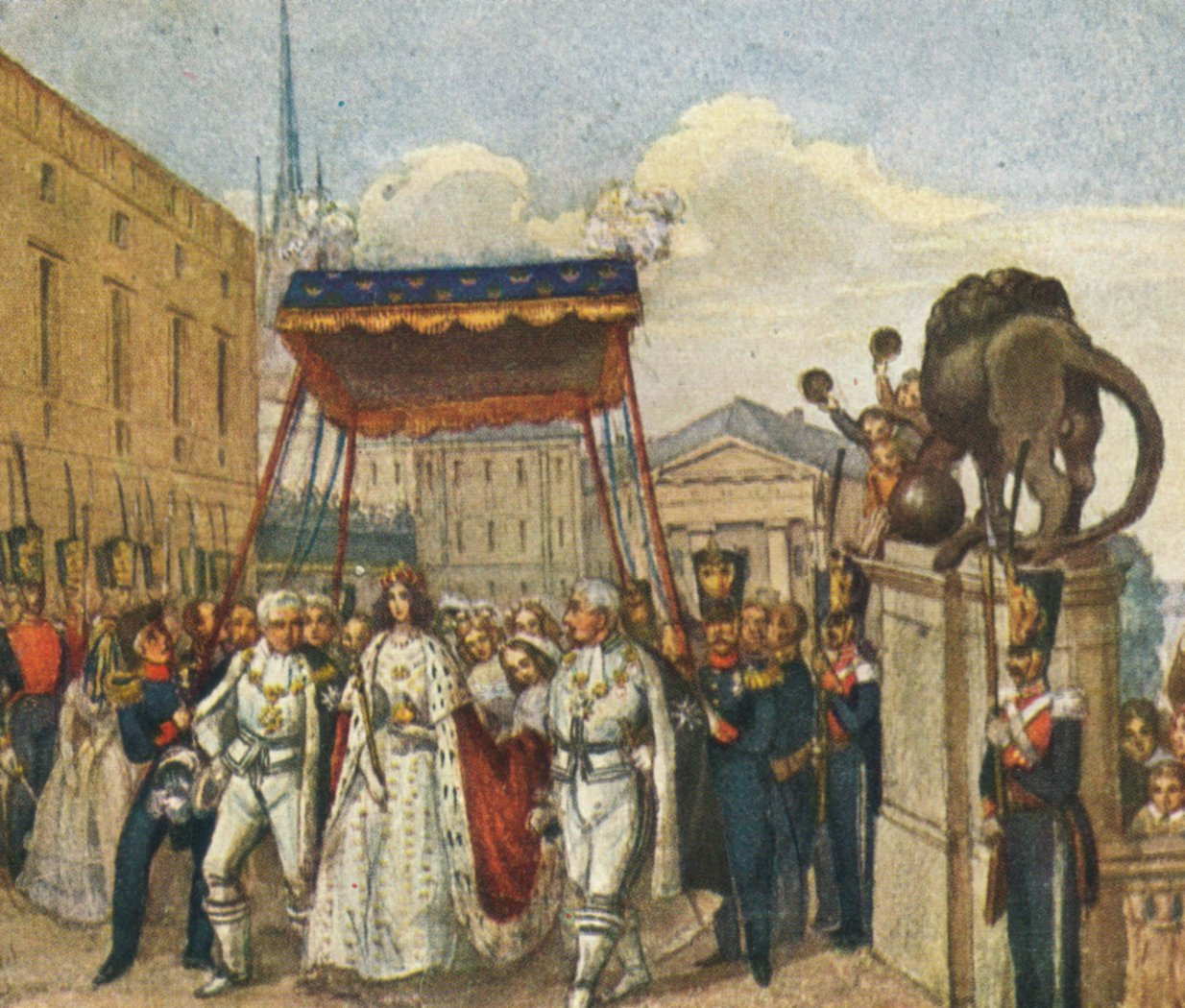
Az 1844. szeptember 28-i királykoronázás (Fritz von Dardel vízfestménye).

### Svédország királynéja
1844. szeptember 28-án a stockholmi Szent Miklós nagytemplomban (Storkyrka) Joséphine Maximilienne-t Jozefina Maximiliána Eugéna néven Svédország királynéjává koronázták. A norvég kormány kiért a koronázás alól azzal, hogy a trondheimi Nidarosdom, a norvég királyok koronázó temploma erősen leromlott állapotban van. Hans Riddervold, Trondheim (evangélikus) püspöke alkotmányjogi kifogásokat emelt a katolikus királyné megkoronázása ellen. Oszkár király csak akkor kívánta magát Norvégia királyává koronáztatni, ha a szertartásból nem zárják ki Joséphine-t. A norvég királykoronázás ügye egészen 1853-ig megoldatlan maradt.
Királynéként Joséphine befolyása a politikai eseményekre megnövekedett, férje egyedül őt tekinthette bizalmas tanácsadójának. Konkrét beavatkozásainak kevés nyoma maradt fenn. Nagynénjéhez, Erzsébet Ludovika bajor királyi hercegnőhöz, IV. Frigyes Vilmos porosz király feleségéhez írott levelezéséből kitűnik, hogy az 1848–ban kitört schleswig-holsteini háború idején békeközvetítéssel próbálkozott. Fia, Károly trónörökös herceg szerint az ő aktív ténykedése hozta tető alá az 1855 novemberében megkötött szerződést a svéd–norvég unió, és a brit–francia szövetség között. Őt gyanítják a vallásszabadságot szélesítő 1860-as svéd törvény elfogadása mögött is. Titkos diplomáciai ügyekben Oszkár király gyakran támaszkodott feleségének családi kapcsolataira, hiszen Joséphine III. Napóleon császár unokanővére, és Napoléon Eugène Louis Bonaparte császári herceg keresztanyja volt.

### Tragédiák a családban
Orvosai javaslatára a gyenge egészségű Oszkár király 1852 júliusában a frankföldi Bad Kissingenbe utazott gyógykezelésre, felesége és két gyermeke (Eugenie és Gustaf hercegek) kíséretében. Joséphine meglátogatta Münchenben élő húgát, Théodelindét. A király felgyógyulása után, szeptemberben, a hazafelé vezető hajóút során Gustaf herceg tífusz-fertőzést kapott, szeptember 16-án már magas lázzal érkezett Kristianiába, és szeptember 24-én meg is halt.
A herceg hirtelen halála után Oszkár király és Eugenie hercegnő is súlyosan megbetegedett. Joséphine azonnal hazahivatta Oszkár Párizsban tartózkodó orvosát, Magnus Husst, aki a király állapotát életveszélyesnek minősítette. A királyné személyesen ápolta beteg férjét és leányát. Reuterdahl érsek írja, hogy Joséphine és gyóntatója, Studach atyával a kastély katolikus kápolnájában rendszeresen imádkoztak a betegek felgyógyulásáért, ami hosszú hónapok aggódása után sikeresen be is következett.

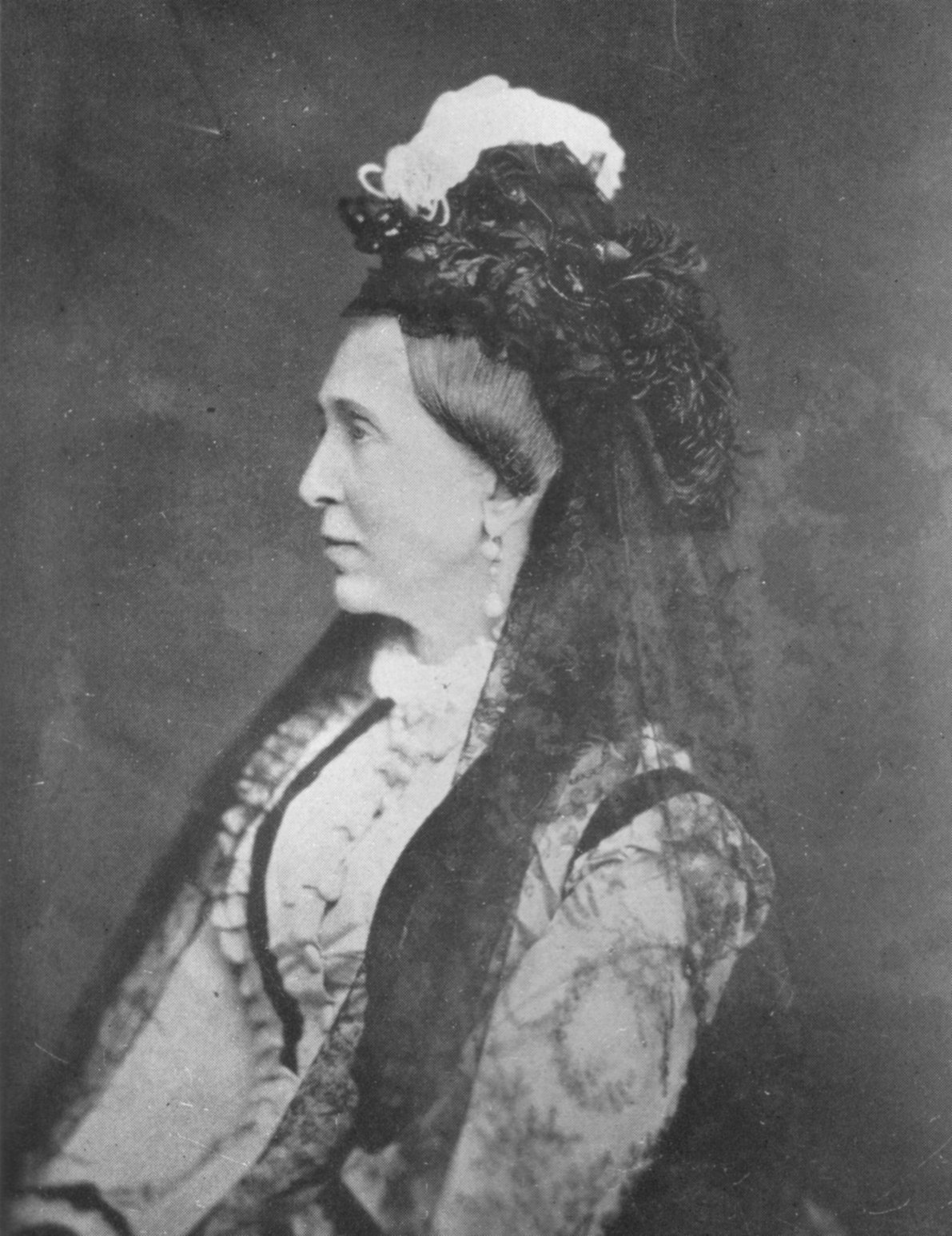
Jozefina özvegy királyné, 1874-ben.

### Özvegységben
A súlyosan beteg Oszkár király 1858. szeptember 25-én régenssé nevezte ki legidősebb fiát, Károly herceget. 1859. július 8-án a király meghalt, trónját Károly herceg örökölte, XV. Károly néven.
Az özvegyen maradt Jozefina anyakirályné 1872-ben Portugáliába utazott, hogy még egyszer láthassa halálosan beteg húgát, Amélie-t, I Péter brazil császár özvegyét. Párizson át utazott Madridba, ahol Amadé spanyol király az El Escorialban fogadta őt. Lisszabonban két hetet töltött tüdőbeteg húgával. Amélie végrendeletében Joséphine-re hagyta hatalmas vagyonát, ezzel együtt át kellett volna vennie a madeirai Hospicio Donna Maria Amélia kórházat, ahol tüdőbetegeket ápoltak. Az intézmény Amélie leányának, Mária Amália portugál infánsnőnek nevét viselte, aki itt hunyt el 1853-ban. Joséphine Lourdes-on keresztül utazott haza, hosszan időzött anyja családjánál, Bajorországban. 1872. szeptember 18-án Hamburgban kapta a táviratot, hogy fia, Károly király súlyos betegen fekszik Malmőben. A király még aznap meghalt, hozzá igyekvő anyja csak két nap múlva ért Malmőbe. Károly trónját öccse örökölte, II. Oszkár néven.
1875-ben Joséphine inkognitóban, Tullgarn grófné álnév alatt, szerény kísérettel Rómába utazott. II. Viktor Emánuel király fogadta őt, együtt sétáltak Róma utcáin. Találkozott IX. Piusz pápával, akivel már 1850-es évektől rendszeres levelezésben állt. Meglátogatta Róma nevezetességeit, hajlott kora ellenére felkapaszkodott a vatikáni Szent Péter székesegyház kupolájába is. Hazafelé meglátogatta szülővárosát, Milánót és Bolognát is, ahol születésekor I. Napóleon császártól megkapta a Bologna hercegnője címet (amit csak hétéves koráig viselhetett). Meg akarta látogatni a bajorországi Tegernsee-ben lakó nagybátyját, Károly Tivadar herceget (anyjának, Auguszta Amália hercegnőnek öccsét, de Károlyt néhány nappal korábban levetette a lova, és azonnal meghalt. Salzburgban Joséphine találkozott Eugénia volt francia császárnéval, III. Napóleon özvegyével is.
1876-ban a 69 éves anyakirályné betegeskedni kezdett. Korábbi igazságügyminiszterét, Louis de Geert jelölte ki 9,5 millió koronás vagyonának kezelőjévé és végrendeletének végrehajtójává. Június 7-én hajnalban elhunyt. Utolsó szavait feljegyezték: „Hazaindulok, boldog vagyok”. Gyászszertartását a stockholmi királyi kastélyban, a Szent Szerafim-rendi lovagok termében tartották, a katolikus egyház rendje szerint. Néhány nappal később az elhunytat a svéd királyok temetkezőhelyére, a Riddarholm-templom (Riddarholmskyrkan) kriptájába kísérték. Anton Niklas Sundberg érsek búcsúszavai után a koporsót a Bernadotte-család kriptájába helyezték, férje mellé.

### Művészetpártolása, jószolgálatai
Koronahercegné korában Josephine pénzjuttattással támogatta Sophie Adlersparre (1808–1862) festőművésznőt. Hasonlóan akarta segíteni Helena Isenberg szobrásznőt is, de ő meg akarta őrizni függetlenségét és nem fogadott el semmit. Bátorította saját leányának, Eugénie hercegnőnek szárnypróbálgatásait, aki később tehetséges amatőr képzőművésszé vált.
Jómaga számos egylet tagja lett, több egyesületet alapított, mások felett védnökséget vállalt, királynéként is. Néhány példa ezek közül:
- 1826: Sällskapet de fattigas vänner, szegénysorsú, gyermekes özvegyek támogatására.
- 1827: Sällskapet för öm och sedlig modersvård, szegénysorsú stockholmi gyermekes anyák segélyezésére.
- 1828: Sällskapet till dugligt och troget tjänstefolks belönande, a stockholmi cselédség munkakörülményeinek javítására.
- 1833: Sällskapet till arbetsamhetens uppmuntran, a szegénysorsú asszonyok télidőben végzett munkájának szabályozására.
- Sällskapet för inhemsk silkesodling, eperfák telepítésének támogatására.
- Institutet för dövstumma och blinda (Süketnémák és Vakok Intézete): Az 1808-ban alapított intézmény fővédnökségét Jozefina királyné 1860-ban vette át, Dezideráta királyné halála után.
- 1873: Stiftelsen Josephinahemmet, a stockholmi római katolikus közösség munkaképtelenné vált tagjainak gondozására és védelmére.

## Külső hivatkozások
- A Leuchtenberg hercegi család genealógiája (angol nyelven). Geocities.com/ Archive.org. [2005. február 7-i dátummal az eredetiből archiválva]. (Hozzáférés: 2017. május 22.)
- Beauharnais family. (A Beauharnais és Leuchtenberg-ház tagjai). Genealogy.euweb, 2004. június 14. [2017. november 9-i dátummal az eredetiből archiválva]. (Hozzáférés: 2017. május 23.)
- Joséphine Maximiliane Eugénie Napoléone de Beauharnais (Joséphine Maximilienne hercegnő családi és életrajzi adatai). The.Peerage.com, 2009. január 20. (Hozzáférés: 2017. május 23.)